# Yeşilyol, Divriği
Yeşilyol là một xã thuộc huyện Divriği, tỉnh Sivas, Thổ Nhĩ Kỳ. Dân số thời điểm năm 2011 là 47 người.